# Власина-Округлица
Власина-Округлица (серб. Власина Округлица) — населённый пункт в общине Сурдулица Пчиньского округа Сербии.
До 1965 года село было центром общины Власина-Округлица,  в состав которой входили сёла: Божица, Драинци, Грознатовци, Клисура, Колуница, Кострошевци, Паля, Стрезимировци, Сухи-Дол, Топли-Дол, Власина-Округлица, Власина-Рид и Власина-Стойковичева. После упразднения общины вся её территория вошла в состав общины Сурдулица.

## Население
Согласно переписи населения 2002 года, в селе проживало 163 человека (156 сербов и другие).
| Численность населения | Численность населения | Численность населения | Численность населения | Численность населения | Численность населения | Численность населения | Численность населения |
| 1948                  | 1953                  | 1961                  | 1971                  | 1981                  | 1991                  | 2002                  | 2011                  |
| --------------------- | --------------------- | --------------------- | --------------------- | --------------------- | --------------------- | --------------------- | --------------------- |
| 1686                  | 1852                  | 1576                  | 1180                  | 666                   | 281                   | 163                   | 128                   |